# Black Rain (album)
Black Rain er et album fra Ozzy Osbourne fra 2007.

## Nummerliste
- Trap Door
- Countdown's Begun
- Here For You
- 11 Silver
- Civilize the Universe
- The Almighty Dollar
- Lay Your World on Me
- Black Rain
- Nightmare
- I Don't Wanna Stop
- I Can't Save You
- Not Going Away